# Christian Giscos
Christian Giscos (* 1939)  ist ein ehemaliger französischer Radrennfahrer und nationaler Meister im Radsport.

## Sportliche Laufbahn
Bei den UCI-Bahn-Weltmeisterschaften 1962 (Sieger Romain De Loof) und 1966 (Sieger Piet de Wit) gewann er jeweils eine Bronzemedaille im Steherrennen der Amateure.
1964, 1967 und 1969 wurde er auch französischer Meister im Steherrennen. 1962 wurde er Dritter des Meisterschaftsrennens.